# Livoneca bowmani
Livoneca bowmani là một loài chân đều trong họ Cymothoidae. Loài này được Brusca miêu tả khoa học năm 1981.